# Praetorians
Praetorians è un videogioco strategico in tempo reale per PC Windows ambientato nell'Antica Roma, durante il periodo espansionistico del consolato di Giulio Cesare, sviluppato da Pyro Studios e pubblicato nel 2003 dalla Eidos Interactive.

## Modalità di gioco
Al contrario di molti giochi di strategia in tempo reale, che si concentrano sulla costruzione e sulla gestione delle risorse, Praetorians si concentra sull'esercito e sulle tattiche come in Imperivm: La guerra gallica, uscito l'anno precedente, pur con una diversa modalità di reclutamento: le unità si addestrano da una guarnigione, che è costruita accanto una città o un villaggio che va poi occupato da un comandante, un'unità solitaria che sul campo di battaglia conferisce un maggior morale e una migliore abilità nel combattere.
Ognuna delle tre civiltà a disposizione del giocatore possiede un set unico di unità, ognuna con le proprie forze, abilità e punti deboli:
- I Romani sono una fazione a tutto tondo nel numero e nel reclutamento e stabili nell'attacco, nella difesa e nella mobilità; le loro unità speciali sono i Gladiatori, eccellenti lottatori da mischia che dispongono di una rete con la quale immobilizzano i nemici, i frombolieri delle baleari, truppe a distanza in grado di danneggiare le strutture e macchine d'assedio senza doverle bruciare e i pretoriani, truppa con notevole difesa che da' il nome al gioco.
- I Barbari sono relativamente pochi in numero e molto lenti nel reclutamento ma hanno un ottimo attacco e una buona difesa; nel loro corollario militare è compresa la cavalleria germanica, che possiede una carica devastante e, al contrario di quasi tutta la cavalleria del gioco, è in grado di attraversare le foreste, i cacciatori, in grado di mimetizzarsi nei boschi per realizzare delle imboscate fatali alla truppa che gli si avvicina troppo e i berserker, truppa molto forte in attacco. il punto debole delle truppe barbariche sono le frecce
- Gli Egiziani sono i più numerosi, si reclutano e si muovono molto velocemente grazie anche all'abilità di recuperare più velocemente la stamina, ma sono più deboli nella difesa e possiedono poche abilità speciali; il loro esercito include anche gli arcieri nubiani, i quali dispongono di frecce avvelenate, i carri da guerra e la temibile cavalleria della Parthia in grado di attaccare durante il movimento.

Alcuni tipi di unità sono gli stessi per tutte le civiltà, ma la loro varietà nelle abilità in loro possesso offre idee strategiche diversa a seconda della civiltà in uso. La fanteria leggera è generalmente più debole nel corpo al corpo di quella pesante, ed è molto suscettibile al tiro degli arcieri, ma rappresenta l'unica tipologia di unità nel gioco che può costruire guarnigioni e armi d'assedio e attraversare terreni anfibi. La fanteria pesante è forte nel corpo al corpo e piuttosto resistente alle frecce, ma generalmente più lenta e incapace di attraversare terreni anfibi. Le unità da tiro sono scarse nel corpo a corpo, soprattutto contro la cavalleria, e dunque vanno protette per poter tirare i loro proiettili in sicurezza, ma possono infiammare le loro frecce per danneggiare edifici e armi d'assedio. Le unità con lancia sono generalmente competenti nel combattimento da mischia come le altre unità da fanteria e soprattutto contro la cavalleria, ma sono suscettibili alla fanteria pesante e al tiro delle frecce e non possono attraversare le foreste; inoltre posseggono la posizione stazionaria che li rende un muro letale in grado di causare numerose perdite, ma che può essere aggirato da unità abbastanza agili. Le unità a cavallo sono spesso veloci, sanno cavarsela contro le unità da tiro e possono facilmente superare e seminare la maggior parte delle unità, ma sono fragili, soprattutto contro le unità armate di lancia, e la maggior parte di loro non può attraversare le foreste. Oltre alle unità da combattimento sono presenti anche degli esploratori, o con falco o con lupo. Essi sono fondamentali perché posseggono una vista superiore a tutte le altre unità e possono mandare il loro amico in avanscoperta o dall'alto coprendo distanze maggiori oppure dal basso potendo entrare in compenso nelle foreste, il tutto a prezzo della stamina. Infine ci sono i guaritori e i Comandanti, unità fondamentali perché la prima cura le ferite e la seconda fornisce un bonus di attacco o difesa alle truppe che cresce man mano che sale di livello, cosa che succede quando le truppe presenti nella sua aura d'effetto uccidono unità nemiche, oltre ad un'abilità unica che permette di fornire stamina alle truppe, rubarlo ad una truppa nemica o creare una truppa-miraggio, copia di una già esistente.
Da notare anche che è presente nelle unità anche il Vigore, equivalente alla "Stamina", necessario per utilizzare abilità uniche per le unità: per esempio, la fanteria ausiliaria e i legionari possono usare i pila (e in aggiunta i legionari possono usare la loro caratteristica formazione a testuggine), mentre allo stesso modo la fanteria barbarica può utilizzare delle asce da lancio; gran parte delle unità egiziane può invece pregare, recuperando vigore più velocemente.
Sono presenti anche molteplici tipi di terreno: le foreste sono utili per nascondere la fanteria, che sia leggera, pesante o da tiro, il che le rende ideali per tendere imboscate; i terreni anfibi non possono essere attraversati dalla fanteria pesante; l'erba può essere incendiata, e le fiamme che ne risultano possono infliggere danni notevoli alle truppe che le attraversano.
L'unica risorsa disponibile sono i Punti Onore, che si ottengono combattendo ed eliminando unità nemiche e si spendono per reclutare unità più forti, mediamente 1 punto onore è uguale a 30uccisioni. Esistono anche due limiti, ovvero i punti controllo delle truppe e i punti controllo delle unità: i primi limitano il numero di truppe che il giocatore può possedere nell'esercito e corrisponde al numero di popolani richiesti per addestrare quel tipo di truppa, mentre l'altro limita il numero di soldati individuali e componenti dell'esercito che il giocatore può possedere. Generalmente un giocatore può avere da un massimo di 500 fino ad un massimo di 1000 punti controllo delle unità: se esso, per esempio, possiede un'unità di legionari, una di fanti ausiliari e una di arcieri ausiliari, di 30 uomini ciascuna, più un centurione, un medico e un esploratore, il totale sarà di 105 punti su 1000 (30 punti controllo per ogni truppa più 5 punti controllo per ogni medico, centurione ed esploratore). P.S. nelle versioni più avanzate l'esploratore costa 3 popolani e il suo reclutamento richiede 3 secondi al posto di 5 popolani e 5 secondi, di conseguenza anche il suo "peso" in termini di punti controllo calerà da 5 a 3.
Praetorians dispone di tre modalità di gioco: la Campagna, la Schermaglia e il Multigiocatore. La Campagna va dal 59 al 45 a.C. e prevede quattro tutorial seguiti da venti missioni: esse descrivono l'ascesa al potere di Giulio Cesare, dalla lotta contro gli Edui alla migrazione degli Elvezi, dalla guerra gallica alla rivolta di Ambiorige, dalla morte di Crasso nella battaglia di Carre alla rivolta di Vercingetorige, dalla guerra civile contro Pompeo fino all'ascesa di Cleopatra. Nelle partite standard e multigiocatore è possibile giocare su sedici tipi di scenari diversi fino a un massimo di otto giocatori e con un numero limite di alleati e/o nemici (con gli alleati che sono rappresentati da un simbolo identico). In entrambe le varianti è possibile creare alleanze prima di ogni partita, ma durante il gioco è anche possibile invitare o rimuovere altri giocatori nella propria alleanza, tanto per aggiungere un po' di brio diplomatico tra i giocatori.

## Elenco missioni
| Numero | Nome                              | Data                |
| ------ | --------------------------------- | ------------------- |
| 1      | Tutorial I                        | 17 febbraio 58 a.C. |
| 2      | Tutorial II                       | 2 marzo 58 a.C.     |
| 3      | Tutorial III                      | 25 marzo 58 a.C.    |
| 4      | Tutorial IV                       | 1 aprile 58 a.C.    |
| 5      | L'attraversamento del fiume Arar  | 2 maggio 58 a.C.    |
| 6      | Scorta a Bibracte                 | 21 maggio 58 a.C.   |
| 7      | Di tutte le tribù della Gallia... | 25 luglio 57 a.C.   |
| 8      | Divide et Impera                  | 18 maggio 55 a.C.   |
| 9      | La frontiera infinita             | 5 luglio 55 a.C.    |
| 10     | Una terra perduta fra le nebbie   | 5 settembre 55 a.C. |
| 11     | Avarizia                          | 9 marzo 54 a.C.     |
| 12     | Paura delle Aquile                | 20 luglio 54 a.C.   |
| 13     | Tradimento gelido                 | 19 gennaio 53 a.C.  |
| 14     | L'inferno si scatena              | 9 maggio 53 a.C.    |
| 15     | Colui che osa...                  | 2 febbraio 52 a.C.  |
| 16     | Ritorno a casa                    | 21 febbraio 52 a.C. |
| 17     | Guerra di logoramento             | 9 aprile 52 a.C.    |
| 18     | Alea Iacta Est                    | 12 gennaio 49 a.C.  |
| 19     | Guerra fra le montagne            | 27 giugno 49 a.C.   |
| 20     | La caccia ha inizio               | 10 aprile 48 a.C.   |
| 21     | La fine della Repubblica          | 6 giugno 48 a.C.    |
| 22     | La battaglia per Alessandria      | 25 gennaio 47 a.C.  |
| 23     | Amici e alleati                   | 27 marzo 47 a.C.    |
| 24     | Solo un'altra battaglia           | 17 marzo 45 a.C.    |

## Doppiaggio
| Personaggio                               | Voce italiana     |
| ----------------------------------------- | ----------------- |
| Agrado Messaggero atrebate                | Paolo Sesana      |
| Caio Tito Rudo Divitiacus Tito Labieno    | Stefano Albertini |
| Capo dei Galli Nobile degli Edui Dumnorix | Luca Sandri       |
| Dubalix Messaggero di Samaria Commius     | Claudio Moneta    |
| Voce narrante                             | Raffaele Fallica  |

## Sviluppo
A seguito di un dialogo tra Javier Arévalo, produttore del titolo, della Pyro Studios, e Jason Walker, della Eidos, che hanno notato un errore nel multigiocatore, ne è uscita una patch non ufficiale pubblicata ad ottobre 2004, il che lo ha anche ristabilito nelle classifiche di GameSpy Arena.
L'ultima versione dell'estensione non ufficiale, chiamata MoD 4.1, è stata resa disponibile nel 2004; essa include tre nuove fazioni (Greci, Cartaginesi e Persiani) e tante nuove mappe, e contiene anche la patch non ufficiale per il multigiocatore. L'estensione ufficiale successiva è chiamata MoD 5.0; uscita nel 2013 e pubblicata dalla Pyro Studios, ha riparato parte degli errori, diminuito la salute di alcune unità, aggiornato la schermata principale del gioco, e aggiunto nuove musiche ed effetti sonori, più 40 nuove mappe per il gioco.
Nel 2008 è uscito anche un editor di mappe non ufficiale, programmato con il linguaggio di programmazione C++ e usante le grafiche API OpenGL.
Il 31 maggio 2014, i server di GameSpy sono stati chiusi, terminando così il multiplayer ufficiale per Praetorians. Tuttavia, è possibile usare clienti di terza parte per mantenere attivi i server del gioco.
Una rimasterizzazione del gioco è uscita nel 2019, dopo l'annuncio dell'anteprima del gioco con grafica rinnovata e meccaniche migliorate.

## Edizione HD Remaster
Nel giugno del 2019, il gioco ha avuto un'edizione HD Remastered, annunciata dalla Kalypso Media e uscita nell'autunno dello stesso anno. Tale edizione, sviluppata dalla Torus Games, include una risoluzione maggiore, texture migliorate, interfaccia migliorata e reinserimento del multigiocatore. È uscita per PC il 24 gennaio 2020, e per PlayStation 4 e Xbox One il 18 settembre.

## Accoglienza
| Testata                          | Giudizio |
| -------------------------------- | -------- |
| Metacritic (media al 31-01-2020) | 78/100   |
| Computer Games Magazine          | 3,5/5    |
| CGW                              | 4/5      |
| Edge                             | 6/10     |
| Eurogamer                        | 8/10     |
| GameSpot                         | 8,4/10   |
| GameSpy                          | 3/5      |
| GameZone                         | 7,5/10   |
| IGN                              | 8.9/10   |
| PC Gamer (US)                    | 70%      |
| X-Play                           | 4/5      |
| SpazioGames                      | 8,5/10   |

Praetorians ha venduto circa 20 000 copie nel Regno Unito durante la prima metà del 2003. Ha poi vinto un premio Silver dalla  Entertainment and Leisure Software Publishers Association (ELSPA) grazie alle 100 000 copie vendute nel Regno Unito, e un premio "Oro" dalla Asociación Española de Distribuidores y Editores de Software de Entretenimiento (aDeSe), per le oltre 40 000 copie vendute in Spagna durante il primo anno fin dalla sua uscita.
Il gioco ha ricevuto un'accoglienza generalmente positiva, e detiene un punteggio di 78/100 sul sito web Metacritic. GamePro l'ha considerato "una buona miscela tra Medieval: Total War e Warcraft". GameSpot ne ha lodato la grafica, la profondità tattica e l'IA, ma ne ha criticato la telecamera, l'audio e il multiplayer scarso. IGN ne ha lodato il gameplay, la concentrazione strategica del gioco, l'equilibrio, le grafiche e la campagna.
Il gioco è stato anche considerato uno dei migliori giochi spagnoli mai pubblicati dalla Hobby Consolas nel 2017 e dal El Economista nel 2020.